# Doccia neurale
Nel processo di sviluppo di un embrione di un vertebrato, la doccia neurale è lo stadio successivo a quello di placca neurale durante la prima fase del processo di neurulazione. Consiste in un'invaginazione molto evidente della placca neurale verso l'interno della gastrula (che a questo punto prende il nome di neurula) e si presenta come un sacchetto con la concavità rivolta verso l'esterno e la convessità verso l'interno della gastrula.